# Habitatge a la rambla Catalunya i carrer Llarg de Sant Vicent
L'Habitatge a la rambla Catalunya i carrer Llarg de Sant Vicent és una obra modernista de Tortosa inclosa a l'Inventari del Patrimoni Arquitectònic de Catalunya.

## Descripció
Habitatge plurifamiliar situat a la cantonada entre la Rambla de Catalunya i el carrer Llarg de Sant Vicent. Té un bar a la planta baixa i vivendes en els dos pisos superiors. Hi ha un quart nivell ocupat en part per un terrat i en part per unes golfes. A la planta s'obren altes portes i finestres dins de portes cegades de la mateixa mida, d'arc escarser. Als pisos les diferents obertures són balcons, amb baranes de ferro de treball simple. La barana del terrat és seguida, amb un remat central en forma de frontó semicircular trencat.
L'arrebossat simula carreus a la planta i línies que ressalten l'estructura. A la resta és blanc llis, amb gerros decoratius d'inspiració barroca i greques en els laterals i sobre les finestres.